# 瓦勒昂维涅
瓦勒昂维涅（法語：Val en Vignes，法語發音：[val ɑ̃ viɲ]）是法国德塞夫勒省的一个市镇，属于布雷叙尔区。该市镇于2017年由原市镇塞尔赛、布耶圣保罗和马赛合并而成，行政中心位于塞尔赛。

## 地名
“瓦勒昂维涅”（Val en Vignes）一名在法语中意为“葡萄园中的谷”。

## 地理
瓦勒昂维涅（47°2'49.92"N, 0°21'10.00"W）面积78.3 平方千米，位于法国新阿基坦大区德塞夫勒省，该省份为法国西部内陆省份，北起曼恩-卢瓦尔省，西接旺代省，南至夏朗德省和滨海夏朗德省，东临维埃纳省。
与瓦勒昂维涅接壤的市镇（或旧市镇、城区）包括：莱永河畔帕萨旺、利斯-上莱永、洛雷达让通、圖阿爾、阿让托奈、热讷通、莱永河畔克莱雷。
瓦勒昂维涅的时区为UTC+01:00、UTC+02:00（夏令时）。

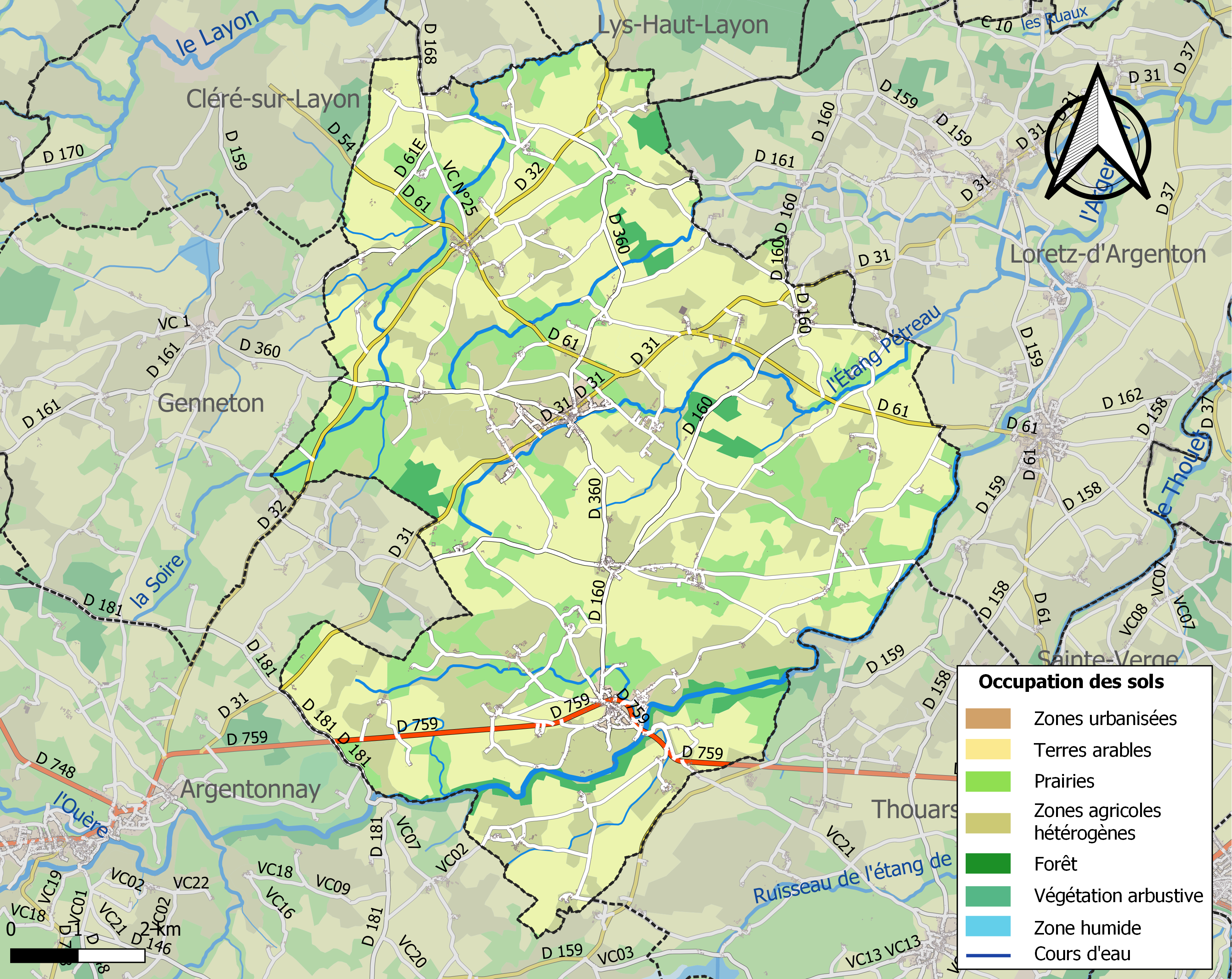
瓦勒昂维涅的OSM定位图

## 行政
瓦勒昂维涅的邮政编码为，INSEE市镇编码为79063。

## 政治
瓦勒昂维涅所属的省级选区为图埃河谷县。

## 人口
瓦勒昂维涅于2022年1月1日时的人口数量为2023人。